# Ahcene Djeffal
Ahcene Djeffal, né le 12 décembre 1952, est un handballeur international algérien

## Palmarès

### En clubs
Compétitions internationales
- Vainqueur de la Coupe d'Afrique des clubs champions : 1983
- Vainqueur de la Coupe d'Afrique des vainqueurs de coupe : 1988

Compétitions nationales
- Vainqueur du Championnat d'Algérie : 1984, 1987, 1988
- Vainqueur de la Coupe d'Algérie : 1987
  - finaliste en 1977 (avec NA Hussein Dey)

### avec l'Équipe d'Algérie
Championnats d'Afrique des nations
- Finaliste au Championnat d'Afrique 1976
- Troisième au Championnat d'Afrique 1979

Jeux olympiques,
- 10e place aux Jeux olympiques 1980
- 10e place aux Jeux olympiques 1988

Championnats du monde
- 16e place au Championnat du monde 1986
- 16e place au Championnat du monde 1990

Autres
- Vainqueur aux Jeux africains de 1978
- Finaliste aux Jeux panarabes 1985